# Sommer-OL 2024
Sommer-OL i 2024 var den 33. Olympiades lege i rækken. 13. september 2017 blev det afgjort, at Paris skulle afholde legene.

## Kandidatbyer
Den 16. september 2015 blev Paris og Los Angeles offentliggjort som kandidatbyer, men Los Angeles trak sig sidenhen for at fokusere på sommer-OL 2028. Desuden var Hamburg også kandidat, men trak sig da en folkeafstemning med 51,6 % af stemmerne stemte imod buddet. Derfor stod kun Paris tilbage som kandidat frem mod afstemningen på 131. IOC Session i Lima, Peru, og byen blev derfor valgt som vært.

## Sport
Der blev konkurreret i 329 øvelser i 32 forskellige sportsgrene. Udover de almindelige olympiske sommersportsgrene var breakdance, skateboarding, sportsklatring og surfing inkluderet i programmet for 2024.

## Deltagende nationer
Nedenfor er listet de nationer, der deltog i sommer-OL 2024, opdateret pr. 18. juli 2024.
Grundet Ruslands invasion af Ukraine var Rusland og Hviderusland udelukket fra at deltage. Enkelte atleter fra de to lande fik dog lov til at deltage og deltog som Individuelle Neutrale Atleter. Ved forrige OL var Rusland ligeledes udelukket. Dengang pga. dopingforseelser. Der deltog atleter fra Rusland under flaget for Ruslands Olympiske Komité.
| Deltagende nationer ved sommer-OL 2024 |
| --- |
| - Afghanistan (4) - Albanien (8) - Algeriet (45) - Amerikansk Samoa (2) - Andorra (2) - Angola (24) - Antigua og Barbuda (5) - Argentina (136) - Armenien (15) - Aruba (6) - Australien (460) - Østrig (78) - Aserbajdsjan (47) - Bahamas (18) - Bahrain (13) - Bangladesh (5) - Barbados (4) - Belgien (165) - Belize (1) - Benin (5) - Bermuda (8) - Bhutan (3) - Bolivia (4) - Bosnien-Hercegovina (5) - Botswana (11) - Brasilien (277) - Britiske Jomfruøer (4) - Brunei (3) - Bulgarien (47) - Burkina Faso (8) - Burundi (7) - Cambodja (3) - Cameroun (6) - Canada (316) - Kap Verde (7) - Caymanøerne (4) - Centralafrikanske Republik (4) - Tchad (3) - Chile (48) - Kina (388) - Kinesisk Taipei (60) - Colombia (89) - Comorerne (4) - Cookøerne (2) - Costa Rica (7) - Kroatien (73) - Cuba (63) - Cypern (16) - Tjekkiet (113) - Demokratiske Republik Congo (6) - Danmark (124) - Djibouti (7) - Dominica (4) - Den Dominikanske Republik (56) - Østtimor (4) - Ecuador (40) - Egypten (147) - El Salvador (8) - Ækvatorialguinea (3) - Eritrea (12) - Estland (24) - Swaziland (3) - Etiopien (34) - Mikronesien (3) - Fiji (33) - Finland (57) - Frankrig (573) (vært) - Gabon (5) - Gambia (7) - Georgien (28) - Tyskland (427) - Ghana (8) - Storbritannien (327) - Grækenland (101) - Grenada (6) - Guam (8) - Guatemala (16) - Guinea (24) - Guinea-Bissau (6) - Guyana (5) - Haiti (7) - Honduras (4) - Hongkong (36) - Ungarn (170) - Island (5) - Indien (112) - Individuelle neutrale atleter (32) - Indonesien (29) - Iran (40) - Irak (22) - Irland (133) - Israel (88) - Italien (403) - Elfenbenskysten (11) - Jamaica (58) - Japan (404) - Jordan (12) - Kasakhstan (79) - Kenya (72) - Kiribati (3) - Kosovo (9) - Kuwait (9) - Kirgisistan (16) - Laos (4) - Letland (29) - Libanon (10) - Lesotho (3) - Liberia (8) - Libyen (6) - Liechtenstein (1) - Litauen (50) - Luxembourg (14) - Madagaskar (7) - Malawi (3) - Malaysia (26) - Maldiverne (5) - Mali (23) - Malta (5) - Marshalløerne (4) - Mauretanien (2) - Mauritius (13) - Mexico (107) - Moldova (26) - Monaco (6) - Mongoliet (32) - Montenegro (19) - Marokko (59) - Mozambique (7) - Myanmar (2) - Namibia (4) - Nauru (1) - Nepal (7) - Holland (258) - New Zealand (195) - Nicaragua (7) - Niger (7) - Nigeria (88) - Nordkorea (16) - Nordmakedonien (7) - Norge (107) - Oman (4) - Pakistan (7) - Palau (3) - Palæstina (8) - Panama (8) - Papua Ny Guinea (6) - Paraguay (28) - Peru (26) - Filippinerne (22) - Polen (213) - Portugal (73) - Puerto Rico (51) - Qatar (14) - Olympiske flygtningehold (37) - Republikken Congo (4) - Rumænien (107) - Rwanda (8) - Saint Kitts og Nevis (3) - Saint Lucia (4) - Saint Vincent og Grenadinerne (4) - Samoa (24) - San Marino (5) - São Tomé og Príncipe (3) - Saudi-Arabien (9) - Senegal (11) - Serbien (112) - Seychellerne (3) - Sierra Leone (4) - Singapore (23) - Slovakiet (28) - Slovenien (90) - Salomonøerne (3) - Somalia (1) - Sydafrika (149) - Sydkorea (141) - Sydsudan (14) - Spanien (382) - Sri Lanka (6) - Sudan (3) - Surinam (5) - Sverige (117) - Schweiz (127) - Syrien (6) - Tadsjikistan (14) - Tanzania (7) - Thailand (51) - Togo (5) - Tonga (4) - Trinidad og Tobago (18) - Tunesien (27) - Tyrkiet (102) - Turkmenistan (6) - Tuvalu (2) - Uganda (24) - Ukraine (140) - Forenede Arabiske Emirater (13) - USA (592) - Uruguay (25) - Usbekistan (86) - Vanuatu (6) - Venezuela (33) - Vietnam (16) - Amerikanske Jomfruøer (5) - Yemen (4) - Zambia (27) - Zimbabwe (7) |

## Kalender
Denne kalender er baseret på den officielle oversigt udgivet af www.paris2024.org. 
| ÅC | Åbningsceremoni | ● | Kvalifikation | 1 | Finaler | AC | Afslutningsceremoni |

| Måned                           | Måned                           | Juli    | Juli     | Juli    | Juli    | Juli    | Juli    | Juli     | Juli    | August  | August | August | August | August | August  | August | August  | August | August  | August  | Medaljer |
| Datoer→                         | Datoer→                         | 24. Ons | 25. Tors | 26. Fre | 27. Lør | 28. Søn | 29. Man | 30. Tirs | 31. Ons | 1. Tors | 2. Fre | 3. Lør | 4. Søn | 5. Man | 6. Tirs | 7. Ons | 8. Tors | 9. Fre | 10. Lør | 11. Søn | Total    |
| ------------------------------- | ------------------------------- | ------- | -------- | ------- | ------- | ------- | ------- | -------- | ------- | ------- | ------ | ------ | ------ | ------ | ------- | ------ | ------- | ------ | ------- | ------- | -------- |
| Ceremonier                      | Ceremonier                      |         |          | ÅC      |         |         |         |          |         |         |        |        |        |        |         |        |         |        |         | AC      |          |
| Atletik                         | Atletik                         |         |          |         |         |         |         |          |         | 2       | 1      | 5      | 3      | 3      | 5       | 5      | 6       | 8      | 9       | 1       | 48       |
| Badminton                       | Badminton                       |         |          |         | ●       | ●       | ●       | ●        | ●       | ●       | 1      | 1      | 1      | 2      |         |        |         |        |         |         | 5        |
| Basketball                      |                                 |         |          |         |         |         |         |          |         |         |        |        |        |        |         |        |         |        |         |         |          |
| Basketball                      |                                 |         |          | ●       | ●       | ●       | ●       | ●        | ●       | ●       | ●      | ●      |        | ●      | ●       | ●      | ●       | 1      | 1       | 2       |          |
| 3×3                             |                                 |         |          |         |         |         | ●       | ●        | ●       | ●       | ●      | ●      | 2      |        |         |        |         |        |         | 2       |          |
| Boksning                        | Boksning                        |         |          |         | ●       | ●       | ●       | ●        | ●       | ●       | ●      | ●      | ●      |        | 1       | 2      | 2       | 4      | 4       |         | 13       |
| Bordtennis                      | Bordtennis                      |         |          |         | ●       | ●       | ●       | 1        | ●       | ●       | ●      | 1      | 1      | ●      | ●       | ●      | ●       | 1      | 1       |         | 5        |
| Breakdance                      | Breakdance                      |         |          |         |         |         |         |          |         |         |        |        |        |        |         |        |         | 1      | 1       |         | 2        |
| Brydning                        | Brydning                        |         |          |         |         |         |         |          |         |         |        |        |        | ●      | 3       | 3      | 3       | 3      | 3       | 3       | 18       |
| Bueskydning                     | Bueskydning                     |         | ●        |         |         | 1       | 1       | ●        | ●       | ●       | 1      | 1      | 1      |        |         |        |         |        |         |         | 5        |
| Cykling                         |                                 |         |          |         |         |         |         |          |         |         |        |        |        |        |         |        |         |        |         |         |          |
| Landevejscykling                |                                 |         |          | 2       |         |         |         |          |         |         | 1      | 1      |        |        |         |        |         |        |         | 4       |          |
| Banecykling                     |                                 |         |          |         |         |         |         |          |         |         |        |        | 1      | 1      | 2       | 2      | 2       | 1      | 3       | 12      |          |
| BMX                             |                                 |         |          |         |         |         | ●       | 2        | ●       | 2       |        |        |        |        |         |        |         |        |         | 4       |          |
| Mountainbike                    |                                 |         |          |         | 1       | 1       |         |          |         |         |        |        |        |        |         |        |         |        |         | 2       |          |
| Fodbold                         | Fodbold                         | ●       | ●        |         | ●       | ●       |         | ●        | ●       |         | ●      | ●      |        | ●      | ●       |        | ●       | 1      | 1       |         | 2        |
| Fægtning                        | Fægtning                        |         |          |         | 2       | 2       | 2       | 1        | 1       | 1       | 1      | 1      | 1      |        |         |        |         |        |         |         | 12       |
| Golf                            | Golf                            |         |          |         |         |         |         |          |         | ●       | ●      | ●      | 1      |        |         | ●      | ●       | ●      | 1       |         | 2        |
| Gymnastik                       |                                 |         |          |         |         |         |         |          |         |         |        |        |        |        |         |        |         |        |         |         |          |
| Idrætsgymnastik                 |                                 |         |          | ●       | ●       | 1       | 1       | 1        | 1       |         | 4      | 3      | 3      |        |         |        |         |        |         | 14      |          |
| Rytmisk                         |                                 |         |          |         |         |         |         |          |         |         |        |        |        |        |         | ●      | 1       | 1      |         | 2       |          |
| Trampolin                       |                                 |         |          |         |         |         |         |          |         | 2       |        |        |        |        |         |        |         |        |         | 2       |          |
| Hestesport                      |                                 |         |          |         |         |         |         |          |         |         |        |        |        |        |         |        |         |        |         |         |          |
| Dressur                         |                                 |         |          |         |         |         | ●       | ●        | 1       |         |        | 1      |        |        |         |        |         |        |         | 2       |          |
| Military                        |                                 |         |          | ●       | ●       | 2       |         |          |         |         |        |        |        |        |         |        |         |        |         | 2       |          |
| Spring                          |                                 |         |          |         |         |         |         |          |         | ●       | 1      |        | ●      | 1      |         |        |         |        |         | 2       |          |
| Hockey                          | Hockey                          |         |          |         | ●       | ●       | ●       | ●        | ●       | ●       | ●      | ●      | ●      | ●      | ●       | ●      | 1       | 1      |         |         | 2        |
| Håndbold                        | Håndbold                        |         | ●        |         | ●       | ●       | ●       | ●        | ●       | ●       | ●      | ●      | ●      |        | ●       | ●      | ●       | ●      | 1       | 1       | 2        |
| Judo                            | Judo                            |         |          |         | 2       | 2       | 2       | 2        | 2       | 2       | 2      | 1      |        |        |         |        |         |        |         |         | 15       |
| Kano og kajak                   |                                 |         |          |         |         |         |         |          |         |         |        |        |        |        |         |        |         |        |         |         |          |
| Slalom                          |                                 |         |          | ●       | 1       | 1       | ●       | 1        | 1       |         | ●      | ●      | 2      |        |         |        |         |        |         | 6       |          |
| Sprint                          |                                 |         |          |         |         |         |         |          |         |         |        |        |        | ●      | ●       | 4      | 3       | 3      |         | 10      |          |
| Moderne femkamp                 | Moderne femkamp                 |         |          |         |         |         |         |          |         |         |        |        |        |        |         |        | ●       | ●      | 1       | 1       | 2        |
| Roning                          | Roning                          |         |          |         | ●       | ●       | ●       | ●        | 2       | 4       | 4      | 4      |        |        |         |        |         |        |         |         | 14       |
| Sejlsport                       | Sejlsport                       |         |          |         |         | ●       | ●       | ●        | ●       | 2       | 2      | ●      | ●      | ●      | 2       | 2      | 2       |        |         |         | 10       |
| Skateboard                      | Skateboard                      |         |          |         | 1       | 1       |         |          |         |         |        |        |        |        | 1       | 1      |         |        |         |         | 4        |
| Skydning                        | Skydning                        |         |          |         | 1       | 2       | 2       | 2        | 1       | 1       | 1      | 2      | 1      | 2      |         |        |         |        |         |         | 15       |
| Sportsklatring                  | Sportsklatring                  |         |          |         |         |         |         |          |         |         |        |        |        | ●      | ●       | 1      | 1       | 1      | 1       |         | 4        |
| Surfing                         | Surfing                         |         |          |         | ●       | ●       | ●       | 2        |         |         |        |        |        |        |         |        |         |        |         |         | 2        |
| Svømning                        |                                 |         |          |         |         |         |         |          |         |         |        |        |        |        |         |        |         |        |         |         |          |
| Bassin                          |                                 |         |          | 4       | 3       | 5       | 3       | 5        | 4       | 3       | 4      | 4      |        |        |         |        |         |        |         | 35      |          |
| Synkronsvømning                 |                                 |         |          |         |         |         |         |          |         |         |        |        | ●      | ●      | 1       |        | ●       | 1      |         | 2       |          |
| Udspring                        |                                 |         |          | 1       |         | 1       |         | 1        |         | 1       |        |        | ●      | 1      | ●       | 1      | 1       | 1      |         | 8       |          |
| Vandpolo                        |                                 |         |          | ●       | ●       | ●       | ●       | ●        | ●       | ●       | ●      | ●      | ●      | ●      | ●       | ●      | ●       | 1      | 1       | 2       |          |
| Åben vand                       |                                 |         |          |         |         |         |         |          |         |         |        |        |        |        |         | 1      | 1       |        |         | 2       |          |
| Syvmandsrugby                   | Syvmandsrugby                   | ●       | ●        |         | 1       | ●       | ●       | 1        |         |         |        |        |        |        |         |        |         |        |         |         | 2        |
| Taekwondo                       | Taekwondo                       |         |          |         |         |         |         |          |         |         |        |        |        |        |         | 2      | 2       | 2      | 2       |         | 8        |
| Tennis                          | Tennis                          |         |          |         | ●       | ●       | ●       | ●        | ●       | ●       | 1      | 2      | 2      |        |         |        |         |        |         |         | 5        |
| Triatlon                        | Triatlon                        |         |          |         |         |         |         | 1        | 1       |         |        |        |        | 1      |         |        |         |        |         |         | 3        |
| Volleyball                      |                                 |         |          |         |         |         |         |          |         |         |        |        |        |        |         |        |         |        |         |         |          |
| Beach volleyball                |                                 |         |          | ●       | ●       | ●       | ●       | ●        | ●       | ●       | ●      | ●      | ●      | ●      | ●       | ●      | 1       | 1      |         | 2       |          |
| Volleyball                      |                                 |         |          | ●       | ●       | ●       | ●       | ●        | ●       | ●       | ●      | ●      | ●      | ●      | ●       | ●      | ●       | 1      | 1       | 2       |          |
| Vægtløftning                    | Vægtløftning                    |         |          |         |         |         |         |          |         |         |        |        |        |        |         | 2      | 2       | 2      | 3       | 1       | 10       |
| Totale sæt medaljer             | Totale sæt medaljer             |         |          |         | 14      | 13      | 18      | 14       | 17      | 19      | 22     | 28     | 20     | 16     | 15      | 21     | 27      | 33     | 39      | 13      | 329      |
| Akkumuleret totale sæt medaljer | Akkumuleret totale sæt medaljer |         |          |         | 14      | 27      | 45      | 59       | 76      | 95      | 117    | 145    | 165    | 181    | 196     | 217    | 244     | 277    | 316     | 329     | 329      |
| Datoer→                         | Datoer→                         | 24. Ons | 25. Tors | 26. Fre | 27. Lør | 28. Søn | 29. Man | 30. Tirs | 31. Ons | 1. Tors | 2. Fre | 3. Lør | 4. Søn | 5. Man | 6. Tirs | 7. Ons | 8. Tors | 9. Fre | 10. Lør | 11. Søn | Total    |

## Medaljeoversigt
| Rank            | NOC                  | Guld | Sølv | Bronze | Total |
| --------------- | -------------------- | ---- | ---- | ------ | ----- |
| 1               | USA (USA)            | 40   | 44   | 42     | 126   |
| 2               | Kina (CHN)           | 40   | 27   | 24     | 91    |
| 3               | Japan (JPN)          | 20   | 12   | 13     | 45    |
| 4               | Australien (AUS)     | 18   | 19   | 16     | 53    |
| 5               | Frankrig (FRA)*      | 16   | 26   | 22     | 64    |
| 6               | Holland (NED)        | 15   | 7    | 12     | 34    |
| 7               | Storbritannien (GBR) | 14   | 22   | 29     | 65    |
| 8               | Sydkorea (KOR)       | 13   | 9    | 10     | 32    |
| 9               | Italien (ITA)        | 12   | 13   | 15     | 40    |
| 10              | Tyskland (GER)       | 12   | 13   | 8      | 33    |
| 11–91           | Resterende NOCs      | 129  | 138  | 194    | 461   |
| Total (91 NOCs) | Total (91 NOCs)      | 329  | 330  | 385    | 1044  |